# Witold Lutosławski
Witold Roman Lutosławski ([ˈvitɔld lutɔsˈwafski] Varsovia, 25 de enero de 1913-ibídem, 7 de febrero de 1994) fue uno de los compositores europeos más importantes del siglo XX. Posiblemente es el compositor polaco más importante después de Chopin, y fue el músico más eminente de su país en las tres últimas décadas del siglo. En vida obtuvo una gran cantidad de premios internacionales, incluyendo el de ser nombrado caballero de la Orden del Águila Blanca, el honor más alto de Polonia.
Lutosławski estudió piano y composición en Varsovia, y sus primeras obras estuvieron marcadamente influidas por la música folclórica polaca. Su estilo muestra un amplio rango de ricas texturas atmosféricas. Comenzó a desarrollar sus propias y características técnicas composicionales a fines de los años 1950. Su música de este periodo en adelante incorpora sus propios métodos de construir armonías de un grupo pequeño de intervalos musicales. También muestra el uso de procesos aleatorios, en los que la coordinación rítmica de las diversas partes está sujeta al azar. Entre sus obras (de las que también fue un notable director de orquesta) hay cuatro sinfonías, un Concierto para orquesta y varios conciertos y ciclos de canciones.
Durante la II Guerra Mundial, Lutosławski se ganó la vida tocando en los bares de Varsovia. Un tiempo después de la guerra, las autoridades estalinistas prohibieron sus composiciones por ser “formalistas” — se alegó su accesibilidad solo a las élites. En los años 1980, Lutosławski usó su prestigio para apoyar al movimiento Solidaridad, que ganó las elecciones legislativas en 1989 y quebró el dominio soviético sobre Polonia.

## Biografía

### Familia y primeros años
Los parientes de Lutosławski, por ambos lados, pertenecían a la nobleza polaca. Su familia tenía fincas en el área de Drozdowo. Su padre Józef participaba en el Partido Demócrata Nacional de Polonia (Endecja), y la familia de Lutosławski era íntima de su fundador, Roman Dmowski (el segundo nombre de Witold Lutosławski era Roman). Hasta la Primera Guerra Mundial, Polonia estaba dividida de acuerdo al Congreso de Viena de 1815, y Varsovia era parte de la Rusia zarista.
Józef Lutosławski estudió en Zúrich, donde en 1904 conoció y se casó con una alumna, Maria Olszewska, la futura madre de Lutosławski. Józef prosiguió sus estudios en Londres, donde actuó como corresponsal para el periódico de Endecja, Gońca. Continuó involucrado en el Partido Demócrata Nacional después de regresar a Varsovia en 1905, y asumió la administración de las fincas familiares en 1909. Después de la muerte de Józef, cuando Lutosławski tenía solo cinco años, otros miembros de la familia pasaron a desempeñar un papel importante en sus primeros años. Entre ellos estaban el medio hermano de Józef, Wicenty Lutosławski, un filósofo multilingüe que usó el análisis literario para establecer la cronología de la obra de Platón. Wicenty estaba casado con la poeta española Sofía Casanova. Los otros hermanos de Józef también eran miembros de la intelligentsia.
Witold Roman Lutosławski nació en Varsovia el 25 de enero de 1913. Poco después, con el inicio de la Primera Guerra Mundial, Rusia declaró la guerra a Alemania, y en 1915 las fuerzas prusianas se dirigían a Varsovia. Los Lutosławski viajaron hacia el este, a Moscú, donde Józef permanecía políticamente activo, organizando a las Legiones Polacas, listas para cualquier acción que liberaría Polonia. La estrategia de Dmowski fue garantizar a la Rusia Imperial la seguridad en un nuevo estado polaco. Sin embargo, en 1917, la Revolución de Febrero forzó al Zar a abdicar, y la Revolución de Octubre inició un nuevo gobierno soviético que hizo la paz con Alemania. Las actividades de Józef ahora estaban en conflicto con los bolcheviques, que lo arrestaron junto con su hermano Marian. De ese modo, una vez terminada la lucha en la frente oriental en 1917, los Lutosławski estaban advertidos de regresar a casa. Los hermanos fueron enviados a la notoria prisión de Butyrskaya en el centro de Moscú, donde Lutosławski — por entonces con cinco años — visitó a su padre. Józef y Marian fueron fusilados extrajudicialmente por un escuadrón en septiembre de 1918.
Después de la guerra, la familia regresó a Varsovia, capital de la nuevamente libre Segunda República Polaca, solo para encontrar sus fincas arruinadas. Lutosławski inició sus dos años de clases de piano cuando tenía seis. Sin embargo, en la Guerra Polaco-Soviética, Drozdowo otra vez estuvo en la línea de fuego, y pocos años después de gestionar las fincas con limitado éxito, su madre regresó a Varsovia. En 1924 Lutosławski entró a la escuela secundaria mientras continuaba sus lecciones de piano. Un concierto con la Sinfonía n° 3 de Karol Szymanowski lo impresionó hondamente. En 1926 comenzó sus clases de violín, y en 1927 entró al Conservatorio de Varsovia como estudiante a tiempo parcial donde Szymanowski era profesor y director. Comenzó a componer, pero no pudo llevar sus estudios en el conservatorio y en la escuela a la vez, y así descontinuó la última. En 1931 se enroló a la Universidad de Varsovia para estudiar matemática, y entró formalmente a las clases de composición del Conservatorio. Su maestro fue Witold Maliszewski, un alumno de Nikolái Rimski-Kórsakov. Adquirió una sólida formación en estructuras musicales, particularmente en los movimientos de la forma sonata. En 1933 dejó sus estudios de matemática y violín para concentrarse en el piano y la composición. Ganó un diploma por interpretación al piano en el Conservatorio en 1936, después de presentar un programa virtuoso que incluía la Toccata de Schumann y el Concierto para piano nº 4 de Beethoven. Su diploma de composición fue premiado por la misma institución en 1937.

### La Segunda Guerra Mundial
A continuación siguió el servicio militar — Lutosławski fue entrenado en la operación y señalización por radio. Intentó viajar a París para continuar sus estudios musicales pero, en septiembre de 1939, Alemania invadió el oeste de Polonia y Rusia invadió el este. Lutosławski fue movilizado con la unidad radial a Kraków, y pronto fue capturado por los soldados soviéticos, pero escapó mientras marchaba al campo de prisioneros, y caminó 400 km para regresar a Varsovia. El hermano de Lutosławski también fue capturado por los rusos, y murió más tarde en un campo de trabajos forzados.
Para sobrevivir, Lutosławski se unió a un grupo de cabaret, y formó también un dúo de piano con su amigo y alumno el compositor Andrzej Panufnik. Tocaban una gran variedad de música en los bares de Varsovia, mucha de ella arreglos de Lutosławski, incluyendo la primera versión de las Variaciones de Paganini, una transformación bastante original del capricho n.° 24 para violín solo de Niccolò Paganini.
La madre de Lutosławski estaba en el este de Polonia al inicio de la guerra, pero fue llevada a Varsovia por sus amigos. Lutosławski y su madre dejaron Varsovia antes del Alzamiento de Varsovia de 1944, salvando solo unos pocas partituras y bosquejos — el resto de su música se perdió durante la destrucción de la ciudad, como sucedió con las fincas familiares. De los 200 arreglos que Lutosławski y Panufnik habían trabajado para su dúo pianístico, solo sobrevivieron las Variaciones de Paganini de Lutosławski. Lutosławski regresó a la Varsovia en ruinas después de la tratado polaco-soviético en abril.

### Los años de la posguerra
Durante los años de la posguerra, Lutosławski comenzó a trabajar en su Sinfonía n° 1 - de los apuntes que había salvado de Varsovia — que fue estrenada en 1948. Para mantener a su familia, también compuso música que llamó "funcional", tales como la Suite Varsovia (escrita para acompañar una película muda que trataba sobre la reconstrucción de la ciudad), arreglos de villancicos polacos, y las piezas de estudio para piano Melodie Ludowe ("Melodías Folclóricas").
En 1945, Lutosławski fue elegido secretario y tesorero de la recientemente constituida Unión de Compositores Polacos (ZKP—Związek Kompozytorów Polskich). En 1946 se casó con Maria Danuta Bogusławska, una estudiante de arquitectura. Lutosławski conoció al hermano de su esposa, el escritor Stanisław Dygat, antes de la guerra, y tanto Stanisław como Maria habían escuchado las interpretaciones del dúo pianístico durante la guerra. La boda fue la única de ambos, y las habilidades para el diseño de ella fueron de gran ayuda para el compositor: ella se convirtió en su copista, y resolvió algunos de los desafíos de notación musical para sus últimas obras.
En 1947, el clima político estalinista llevó a la represión bajo el dominante Partido Unido de Trabajadores Polacos, que censuró incluso la música de Chopin. Esta censura artística, que en última instancia venía de Stalin mismo, prevaleció en cierto grado en todo el Bloque del Este, y fue reforzada en 1948 por la Doctrina Zhdánov. A los compositores se le requería que escribiesen música que siguiera los principios del realismo socialista. En 1948, en la ZKP asumieron el control los músicos que seguían los principios del realismo socialista, y Lutosławski fue expulsado del comité. Él se opuso implacablemente a las ideas del Realismo Socialista. Su Sinfonía n° 1 fue prohibida por "formalista", y se encontró a sí mismo rechazado por las autoridades soviéticas, una situación que continuó hasta la era de Krushchev, Brezhnev, Andropov y Chernenko. En 1954, el clima de opresión musical llevó a su amigo Andrzej Panufnik a exiliarse en el Reino Unido. Frente a este panorama, Lutosławski estaba contento de escribir piezas para las cuales había una necesidad social, pero en 1954 recibió — para gran disgusto del compositor — el Premio del primer ministro, por un conjunto de canciones infantiles. Como comentó: 

fue por esas composiciones funcionales mías por lo que las autoridades me condecoraron… Demostré que no estaba escribiendo piecitas indiferentemente, sino llevando una actividad artística creativa a los ojos del mundo exterior.
Varga 1976

Fue su sustancial y original Concierto para orquesta de 1954 el que estableció a Lutosławski como un importante compositor de música clásica. La obra le dio al compositor dos premios estatales al año siguiente.

### Madurez
La muerte de Stalin en 1953 permitió una cierta relajación del totalitarismo cultural en Rusia y sus estados satélites. En 1956, los eventos políticos habían llevado a un parcial descongelamiento del ambiente musical, y el Festival de Otoño de Música Contemporánea de Varsovia fue fundado. Concebido originalmente como una festival bienal, ha sido realizado anualmente desde 1958 (excepto bajo la ley marcial en 1982 cuando, en protesta, la ZKP rechazó organizarla). El año 1958 vio el estreno de su Muzyka żałobna (Música fúnebre, o "Música de lamento"), escrita para conmemorar el décimo aniversario de la muerte de Béla Bartók; esta obra recibió reconocimiento internacional, el premio anual de la ZKP y el premio de la Unesco en 1959. Esta obra , junto con sus Cinco canciones de 1956-1957, vio el desarrollo significativo de su pensamiento armónico y contrapuntístico introduciento un sistema dodecafónico que él había desarrollado. Halló otra característica de su técnica composicional, que se convertiría en una firma de Lutosławski, cuando comenzó a introducir la aleatoriedad en la sincronización exacta de las varias partes del ensamble musical en Jeux vénitiens ("Juegos venecianos"). Estas técnicas armónicas y temporales se hicieron parte de cada obra siguiente, e integral a su estilos.
En un distanciamiento de sus composiciones usualmente serias, en los años 1957–1963 Lutosławski compuso también música ligera bajo el seudónimo de Derwid. Muchos valses, tangos, foxtrots rápidos y lentos para voz y piano, estas piezas están en el género de canciones de actor polacas. Su lugar en la producción de Lutosławski pueden ser comprendidos menos incongruentemente con sus propias interpretaciones de música de cabaret durante la guerra, y a la luz de sus relaciones familiares con la famosa cantante de cabaret Kalina Jędrusik (quien era la hermana política de su esposa).
En 1963, Lutosławski asumió una comisión para la Bienal de Música de Zagreb, los Trois poèmes d'Henri Michaux para coro y orquesta sinfónica. Fue la primera obra que escribió para una comisión extranjera, y recibió una aclamación internacional. Por ella recibió su segundo Premio Estatal en música (no había cinismo en torno a este premio en aquella época), y Lutosławski ganó un contrato para la publicación internacional de su música con Chester Music, entonces parte de la casa editora Hansen.
Con su Cuarteto de cuerdas (1964), Lutosławski (o quizá su esposa, Danuta) resolvió el problema de como resolver la notación de sus requirimientos para un tipo de sincronización entre las partes. Originalmente Lutosławski escribió solo las cuatro partes instrumentales, rechazando juntarlas en una partitura, pues estaba convencido de que esto implicaría que él desease que las notas coincidieran en forma vertical, como es el caso de la convencional notación musical para la música de conjunto. Danuta resolvió esto cortando las partes y pegándolas juntas en cajas (que Lutosławski llamó móviles), con instrucciones sobre como señalarse en la interpretación cuando todos los ejecutantes decidiesen pasar al siguiente mobile. En su música orquestal, estos problemas no fueron tan difíciles, debido a que las instrucciones sobre cómo y cuándo proceder son dadas por el director de orquesta.
El Cuarteto de cuerdas fue estrenado en 1965, seguido en el mismo año por el estreno de su ciclo de canciones orquestales Paroles tissées. Este título abreviado fue sugerido por el poeta Jean-François Chabrun, quien había publicado originalmente los poemas como Quatre tapisseries pour la Châtelaine de Vergi. El ciclo de canciones está dedicado al tenor Peter Pears, quien la estrenó en el Festival de Aldeburgh de 1965 con el compositor a la batuta. Dicho festival había sido fundado y organizado por Benjamin Britten, quien mantuvo con el compositor una estrecha amistad.
Poco después, Lutosławski comenzó a trabajar en su Sinfonía nº 2, que tuvo dos estrenos: Pierre Boulez dirigió el segundo movimiento, Direct, en 1966, y cuando el primero - Hésitant - fue terminado en 1967, el compositor dirigió el estreno completo en Katowice. La Sinfonía nº 2 es muy diferente de una sinfonía clásica convencional en su estructura, pero Lutosławski usó todas sus innovaciones técnicas hasta ese momento para construir una obra dramática a gran escala digna de aquel nombre. En 1968, la obra le dio a Lutosławski el primer premio de la Tribune International des Compositeurs de la Unesco, el tercer premio de este tipo, que confirmó su creciente prestigio internacional.

### Renombre internacional

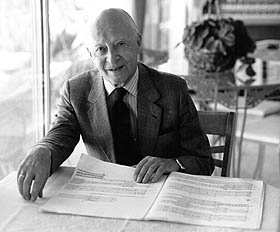
Witold Lutosławski en Los Ángeles, 1993. Foto de Betty Freeman.

La Sinfonía nº 2, el Livre pour orchestre, y el Concierto para cello que siguieron, fueron compuestos durante un periodo particularmente traumático en la vida de Lutosławski. Su madre murió en 1967, y el periodo de 1967 a 1970 conoció una gran intranquilidad en Polonia. Esta comenzó primero con la prohibición de la producción teatral de Dziady, que originó un verano de protestas; después, en 1968, el uso de tropas polacas para reprimir las reformas liberales en la Primavera de Praga de Checoslovaquia y el choque del astillero Gdańsk en 1970 — que llevó a drásticas medidas de parte de las autoridades, todos estos hechos causaron una significativa tensión política y social. Lutosławski no apoyaba al régimen soviético, y estos acontecimientos han sido postulados como razones para el incremento de los efectos antagónicos en su obra, particularmente en el Concierto para cello de 1968–70 para Mstislav Rostropóvich y la Royal Philharmonic Society. Es más, la propia oposición de Rostropovich al régimen soviético acababa de llegar a su límite (poco antes había declarado su apoyo al disidente Aleksandr Solzhenitsyn). Lutosławski mismo no notó que tales influencias tuviesen un efecto directo en su música, aunque reconoció que afectaron a su mundo creativo en cierto grado. De cualquier modo, el Concierto para cello fue un gran éxito, ganando elogios tanto para Lutosławski como para Rostropovich.
En 1973, Lutosławski asistió a un recital ofrecido por Dietrich Fischer-Dieskau y Sviatoslav Richter en Varsovia; este le inspiró a escribir su extenso ciclo orquestal Les espaces du sommeil ("Los espacios del sueño"). Esta obra, junto a Mi-Parti (una expresión francesa difícilmente traducible como "dividida en dos partes iguales pero diferentes"), y una breve pieza para chelo en homenaje por el 70 cumpleaños de Paul Sacher, continuaron manteniendo ocupado a Lutosławski, mientras que en el fondo iba trabajando en una proyectada Sinfonía nº 3 y una pieza concertante para el oboísta Heinz Holliger. Estas obras posteriores le fueron ofreciendo tantas dificultades para llevarlas a fin, que le permitieron tener mayor fluidez a Lutosławski en su mundo sonoro. El Concierto doble para oboe, arpa y orquesta de cámara — comisionado por Paul Sacher — fue finalmente terminado en 1980, y la Sinfonía nº 3 en 1983.
Durante este tiempo, Polonia vivía una situación cada vez más agitada: en 1978 Juan Pablo II fue elegido papa, convirtiéndose en una figura nacional de importancia mundial; en 1980 el influyente grupo Solidarność fue creado, dirigido por Lech Wałęsa; y en 1981 la ley marcial fue declarada por el General Wojciech Jaruzelski. Entre 1981 y 1989 Lutosławski rechazó todos los contratos profesionales en Polonia como un gesto de solidaridad para el boicot de los artistas. Rechazó entrar al Ministerio de Cultura para encontrarse con alguno de los ministros, y cuidó de no ser fotografiado en compañía de ninguno de ellos. En 1983, envió una grabación del estreno (en Chicago) de su Sinfonía nº 3 a Gdansk para ser tocado a los huelguistas en una iglesia local, un gesto de apoyo de ambas partes. En 1983, recibió el premio Solidaridad, del cual Lutosławski dijo sentirse más orgulloso que de sus otros honores.
La Tercera Sinfonía le permitió ganar en 1985 el primer Premio Grawemeyer de la Universidad de Louisville, Kentucky. El significado es este premio no solo está en su prestigio — otros eminentes nominados fueron Elliott Carter y Michael Tippett — sino en el monto de su concesión económica (entonces US$ 150,000). La intención de dicho premio es descartar las preocupaciones financieras del ganador a fin de que pueda concentrarse durante un tiempo en la composición seria. En un gesto de altruismo, Lutosławski anunció que usaría el fondo para crear una beca para permitir a los jóvenes compositores polacos para estudiar en el extranjero; Lutosławski también ordenó que sus ganancias por su obra Cadena 3 encargada por la Orquesta Sinfónica de San Francisco fueran a este fondo de becas.

## Años finales

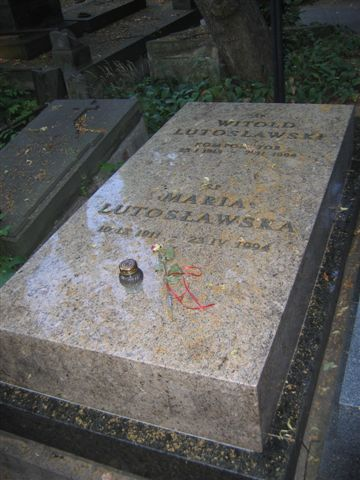
Tumba de Witold Lutosławski en el cementerio Powązki.

A mediados de los años 1980 Lutosławski logró maneras de simplificar su estilo mientras conservaba las libertades que había ganado en su técnica a la fecha. Compuso tres obras llamadas Łańcuch ("Cadena"), que se refieren al modo en que la música es construida de hebras contrastantes que se superponen como los acoplamientos de una cadena. Cadena 2 fue compuesta para la violinista alemana Anne-Sophie Mutter (comisionada por Paul Sacher), y para Mutter también orquestó su poco anterior Partita para violín y piano, y creando un nuevo Interludio como enlace, de modo que cuando se tocasen juntos la Partita, el Interludio y Cadena 2 formasen su obra más larga.
En 1987, Lutosławski fue presentado (por Michael Tippett) con la medalla de oro de la Royal Philharmonic Society durante un concierto en el cual Lutosławski dirigió la Sinfonía nº 3; también en aquel año una celebración mayor por su obra se realizó en el Festival de Música Contemporánea de Huddersfield. Además, recibió varios honoris causa en varias universidades, entre ellas Cambridge.
Lutosławski estaba en esta época escribiendo su Concierto para piano para Krystian Zimerman, comisionada por el Festival de Salzburgo. Tenía planes de escribir un concierto para piano desde 1938, cuando era en su juventud un virtuoso pianista. Esta fue la obra que marcó el retorno del compositor al podio de la dirección en Polonia en 1988, después de que sustantivas conversaciones se habían concertado entre el gobierno y la oposición.
Lutosławski también, alrededor de 1990, trabajaba en su Sinfonía nº 4 y su ciclo de canciones orquestales Chantefleurs et chantefables para soprano. El último fue estrenado en un concierto de The Proms en Londres en 1991, y la Sinfonía nº 4 en 1993 en Los Ángeles. Entre ellos, y después de un rechazo inicial, Lutosławski tomó la presidencia del nuevamente reconstituido Concilio Cultural Polaco. Este había sido convocado después de las reformas en 1989 en Polonia llevado por el casi total apoyo de Solidaridad en las elecciones de aquel año, y el posterior fin de Estado socialista polaco.
En el año 1993, recibió el «Polar Music Prize», que concede la Real Academia de Suecia de Música y el Premio Kioto que otorga la Fundación Inamori, de Kioto. En ese año Lutosławski continuó con su agenda recargada, viajando a Inglaterra, Alemania y Japón, y esbozando un concierto para violín, pero hacia Navidad era claro que el cáncer se había arraigado, y después de una operación el compositor se debilitó rápidamente y murió el 7 de febrero. Le había sido, algunas semanas antes, concedido el honor más alto de Polonia, la Orden del Águila Blanca (fue la segunda persona única en recibirla desde el derrumbamiento del comunismo en Polonia - el primero fue el papa Juan Pablo II). Fue incinerado; su devota esposa Danuta murió poco tiempo después.

## Música
Lutosławski describió la composición musical como una búsqueda para los oyentes que piensan y sienten de la misma manera que él lo hizo - una vez la llamó "pescar almas".

### Influencia folclórica
Las obras de Lutosławski hasta (e incluyendo) los Preludios de Danza demuestran claramente la influencia de la música folclórica polaca, armónicamente y melódicamente. Por lo tanto, se inscribe en la órbita del nacionalismo musical. Parte de su arte fue transformar la música folclórica, más que citarla exactamente. En algunos casos, la música folclórica es irreconocible como tal sin un análisis cuidadoso, por ejemplo, en el Concierto para orquesta. A medida que Lutosławski desarrolló la técnica en sus composiciones maduras, dejó de usar el material popular explícitamente, aunque su influencia permaneció como una característica sutil hasta el final. Como dijo, "[en esos días] no podía componer como quería hacerlo, así que compuse como me era permitido", y sobre este cambio de dirección dijo, "simplemente ya no estaba tan interesado en ella [la música tradicional]".

### Organización de alturas
En Muzyka żałobna (1958) Lutosławski introdujo su propio estilo de música dodecafónica, marcando distancia con respecto al uso explícito de la música folclórica. Su técnica dodecafónica le permitió construir la armonía y la melodía a base de intervalos específicos (en Muzyka żałobna, cuartas aumentadas y semitonos). Este sistema también le dio los medios para escribir densos acordes que quería sin recurrir a los clústers, y le permitió construir alrededor de esos densos acordes (en los que están incluidos los doce semitonos de la escala cromática) en momentos climáticos. La técnica dodecafónica de Lutosławski fue completamente diferente en concepción del sistema serial de Arnold Schoenberg, aunque Muzyka żałobna hace uso de una serie dodecafónica. La técnica interválica dodecafónica tuvo su génesis en obras anteriores como el Concierto para orquesta.

### Técnica aleatoria
Si bien Muzyka żałobna fue internacionalmente ovacionada, sus nuevas técnicas armónicas llevaron a Lutosławski a una cierta crisis, durante la cual aún no podía expresar bien sus ideas musicales. Fue entonces cuando oyó algunas obras musicales de John Cage. Aunque no fue influido por el sonido o la filosofía de la música de Cage, las exploraciones con la música aleatoria de Cage le condujeron a un pensamiento que dio lugar a que Lutosławski encontrara una manera de conservar las estructuras armónicas que deseaba mientras que obtenía la libertad que estaba buscando. Sus Tres Posludios fueron precipitadamente terminados (originalmente se había propuesto escribir cuatro) y se encaminó a componer obras en que explorase estas nuevas ideas.
En obras como Jeux vénitiens, las partes del conjunto no están sincronizadas exactamente. Mediante las señales del director cada instrumentista puede ser mandado a ir directamente a la sección siguiente, a terminar la sección actual antes de moverse, o a detenerse. De esta manera el elemento del azar implicado por el término aleatorio es manejado cuidadosamente por el compositor, que controla la arquitectura y la progresión armónica de la obra con mucha precisión. Lutosławski escribía la música exactamente, no hay improvisación, no se da ninguna posibilidad de escoger partes a ningún instrumentista, y así no existe ninguna duda sobre cómo la ejecución musical debe seguirse. La combinación de las técnicas aleatorias y de los descubrimientos armónicos de Lutosławski le permitió crear complejas texturas musicales. 
El estilo aleatorio del período maduro de Lutosławski es ilustrado claramente por el fragmento de la partitura de su Sinfonía nº 3. En lugar de imprimir cada parte instrumental a lo largo de la página esté o no tocando, aquí hay un espacio blanco cuando los instrumentos están en silencio. A las maderas y los metales, en la mitad superior de la página, se les da un breve fragmento de música seguido por una línea ondulada; esto indica que tocarán el fragmento repetidas veces cada uno en su propio tempo, dando por resultado una textura atmosférica desprovista de pulso y con una sensación de melodía y ritmo nubosos. Después de que la figuración de los metales y las maderas queda establecida, el directores da cuatro tiempos sucesivos a la sección de las cuerdas, escritas en la mitad inferior de la página. En cada marca (señalada por una flecha hacia abajo en la partitura) primero los violines, luego las violas, luego los violoncelos y finalmente los contrabajos entran con figuras descendentes, entre ellos mismos repetidos y desincronizados a excepción de sus entradas. En algunas obras de este período, esta libertad controlada otorgada a los músicos individualmente está en contraste con las secciones donde se pide a la orquesta sinfónica sincronizar sus partes en forma convencional, en pasajes escritos con un indicador de compás común.

### Estilo final
En sus obras finales Lutosławski evolucionó a una mayor movilidad armónica, un estilo menos monumental, en la cual menos música es tocada con una coordinación ad libitum. Este desarrollo se debió a las exigencias de sus últimas obras de cámara, tales como Epitafio, Grave y Partita para solo dos instrumentistas; sin embargo, también puede verse en obras orquestales como el Concierto para piano, Chantefleurs et Chantefables y la Sinfonía nº 4, que requieren una coordinación más convencional.
Los progresos técnicos formidables de Lutosławski crecieron fuera de sus exigencias creativas; el que nos haya dejado un cuerpo duradero de composiciones importantes es un testamento a su resolución del propósito de encarar a las autoridades anti-formalistas bajo las cuales formuló sus métodos. 
Una discusión más detallada y cuidadosa de la música y de la técnica de Lutosławski se puede encontrar en Stucky (1981) y Rae (1999).